# یواس‌اس استردی (پی‌سی-۴۶۰)
یواس‌اس استردی (پی‌سی-۴۶۰) (به انگلیسی: USS Sturdy (PC-460)) یک کشتی بود که طول آن ۱۵۴ فوت (۴۷ متر) بود. این کشتی در سال ۱۹۳۰ ساخته شد.